# Compaq Portable

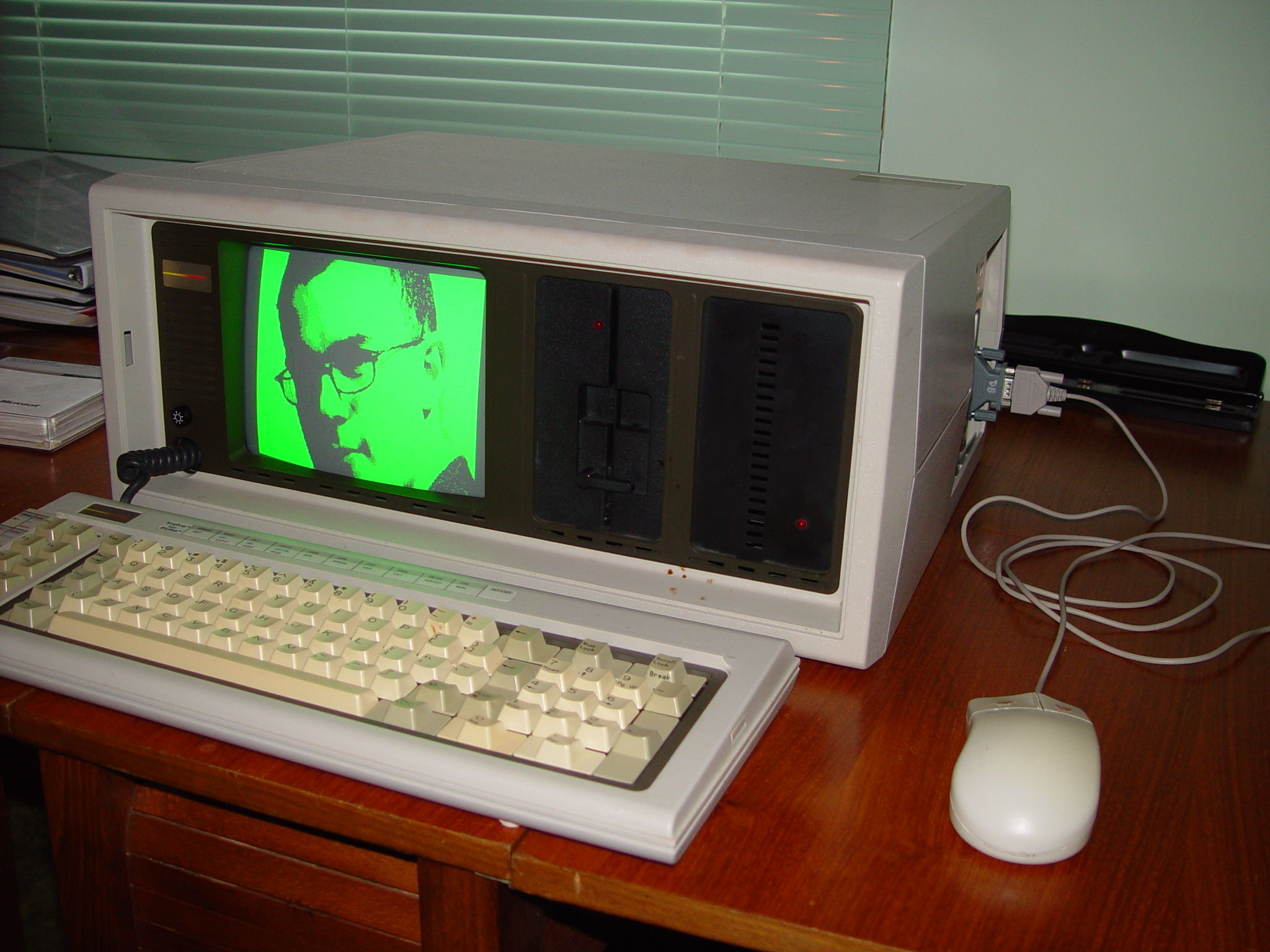
Compaq Portable acceso

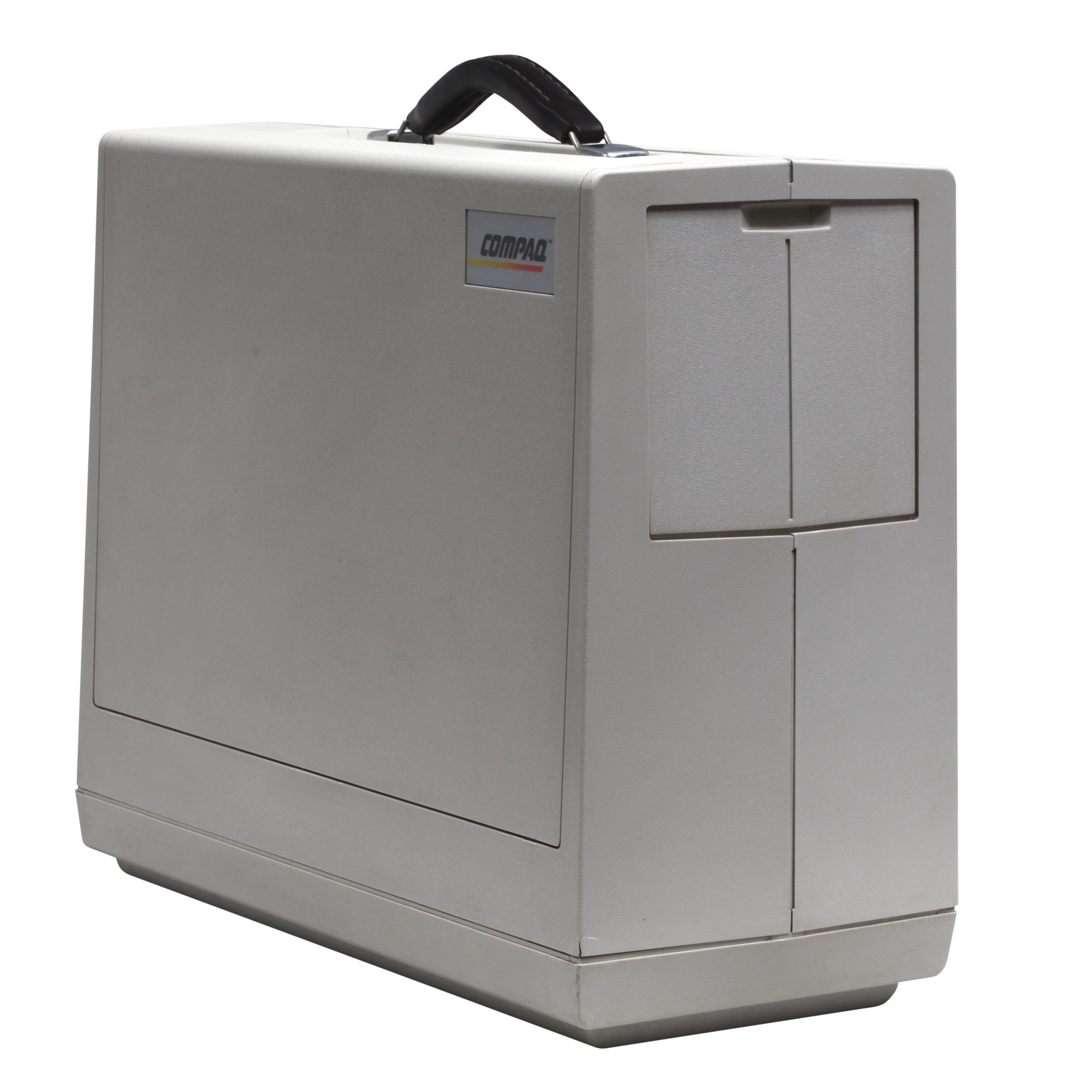
Compaq Portable chiuso

Il Compaq Portable è un computer portatile prodotto dalla Compaq nel 1983. Con 13 kg di peso e la necessità di collegamento esterno alla corrente elettrica, è più correttamente definito un computer trasportabile, piuttosto che un portatile in senso moderno. È uno dei primi IBM compatibili, il primo in formato portatile e il primo a riprodurre fedelmente e legalmente le funzionalità del BIOS del PC IBM.

## Storia
Nel 1981 la IBM aveva lanciato il proprio personal computer, che presto divenne uno standard di fatto, in quanto molti produttori lo imitavano con i cosiddetti IBM compatibili. Lo stesso anno tre direttori della Texas Instruments decisero di lasciare l'azienda, prima con l'idea di produrre periferiche per PC IBM, poi di produrre un PC proprio, e a tale scopo fondarono la Compaq.
Il piano d'azione dei tre esperti direttori fu molto ben congegnato, sia dal punto di vista finanziario, sia nella scelta di investire molto in consulenze allo scopo di riprodurre il BIOS del PC IBM senza incorrere in volazioni di copyright.
Tale BIOS non era brevettato, ma IBM, che ne aveva pubblicato il codice sorgente sulla propria documentazione, deteneva i diritti su di esso.
La Compaq investì un milione di dollari solo per ricreare il BIOS con l'ingegneria inversa, senza servirsi nemmeno in parte del codice sorgente originale della IBM. Fino ad allora invece altri concorrenti si erano basati su tale codice sorgente ed erano stati citati in giudizio dalla IBM.
La configurazione minima del portatile era venduta a 4 300 000 lire IVA esclusa nel 1984.
Il Compaq Portable fu un successo, con 55 000 unità vendute solo nel primo anno e ottimi risultati economici anche a seguire, che fecero crescere la Compaq e le permisero di diversificare i propri prodotti.
In fatto di portatili fu battuta sul tempo la stessa IBM, che solo nel 1984 lanciò il proprio IBM 5155, con caratteristiche analoghe al Compaq Portable.

## Caratteristiche
Il case del Compaq Portable non era particolarmente innovativo. Il monitor da 9" monocromatico è integrato, in posizione decentrata sul frontale, con due vani per lettori di floppy da 5,25" alla sua destra, orientati verticalmente. La tastiera è esterna, collegata via cavo, e funge da coperchio agganciandosi sopra il frontale quando il portatile è chiuso.
La tastiera è da 83 tasti, tipo PC XT.
Il case pesa complessivamente 13 kg ed è di robusta plastica di policarbonato. All'interno ha una struttura di alluminio che protegge ulteriormente le componenti da urti e vibrazioni.
Il microprocessore è l'Intel 8088 a 4,77 MHz.
La RAM minima è 128 kB, espandibile fino a 640 kB; il modello con due lettori di floppy era fornito con 256 kB, e in seguito 256 kB divenne la dotazione minima.
La scheda madre è più compatta di quella del PC IBM o del PC XT ed è dotata di tre slot di espansione ISA.
La scheda video, come sul PC, è la MDA monocromatica a caratteri o la CGA a 4 colori (gradazioni di verde sullo schermo integrato; per il vero colore serve schermo esterno), ma la novità è che le due sono combinate in un'unica scheda.
Le interfacce comprendono la porta parallela per stampante, l'uscita RGB per un monitor a colori esterno, il modulatore RF e il video composito.
Il sistema operativo è MS-DOS, come per molti compatibili, ma il Compaq Portable fu il primo a garantire un'alta compatibilità del software, intorno al 95%. Molti concorrenti, pur utilizzando MS-DOS, non riuscivano a eseguire molti programmi per PC più delicati. I primi Portable avevano in dotazione il Compaq DOS 1.10, ossia sostanzialmente MS-DOS 1.1, ma presto fu proposto MS-DOS 2.0. Veniva fornito di serie anche il linguaggio BASIC.

## Serie
- Compaq Portable (1983)

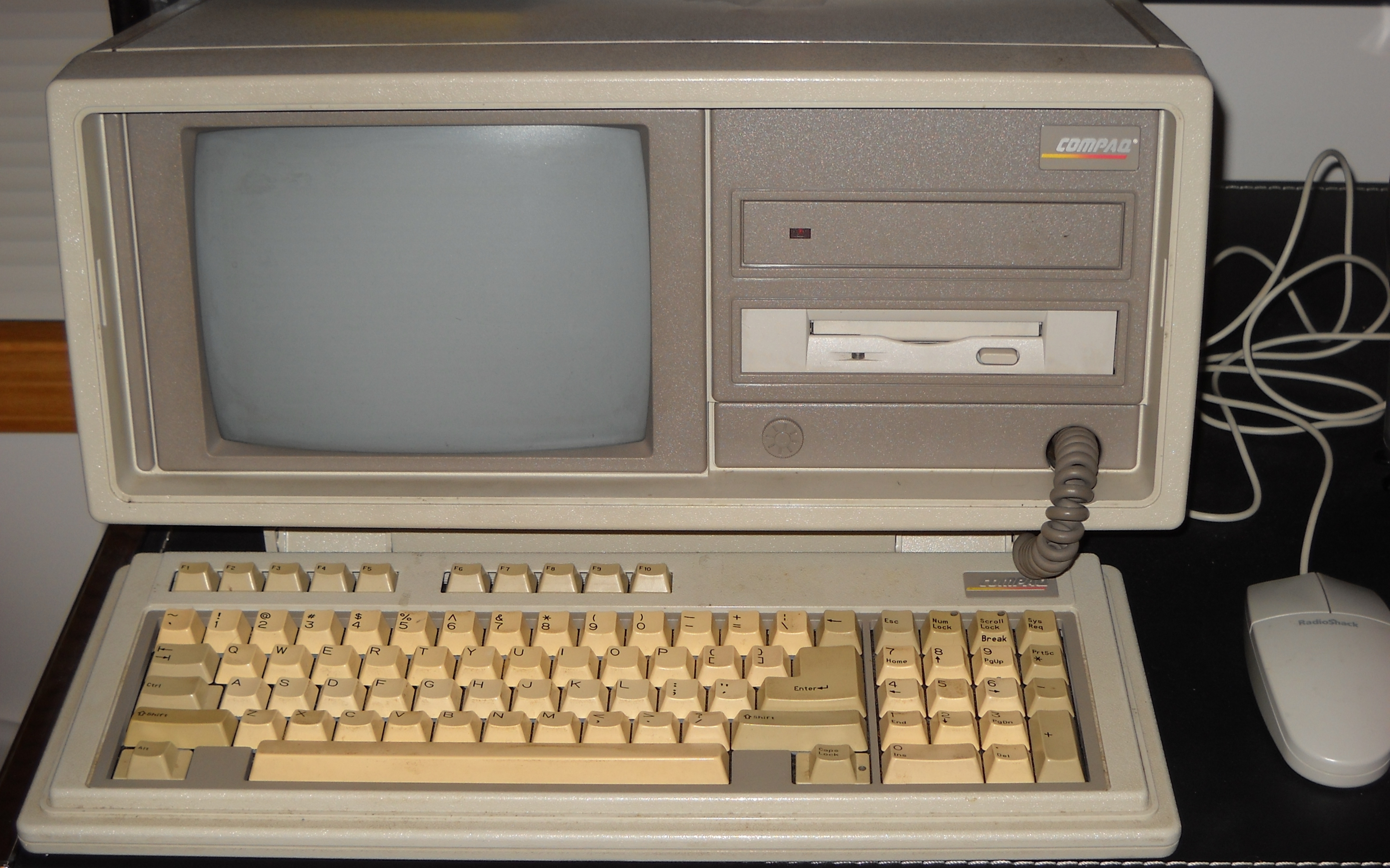
Compaq Portable II, il primo modello con un case diverso dall'originale

- Compaq Portable Plus (1983), variante con disco rigido di serie al posto di uno dei lettori floppy
- Compaq Portable 286, variante con processore Intel 80286, compatibile con il PC AT
- Compaq Portable II (1986)
- Compaq Portable III (1987)
- Compaq Portable 386 (1987), con processore Intel 80386
- Compaq Portable 486 (1991), con processore Intel 80486
- Compaq Portable 486c (1991), variante a colori